# Siwah Facula
La Siwah Facula è una struttura geologica della superficie di Ganimede.